# Els Estanyets
Els Estanyets és una partida del terme municipal de la Torre de Cabdella, dins del seu terme primigeni, al Pallars Jussà. És a l'extrem de ponent del terme, al nord-oest del poble d'Astell, en un fons de vall arredossat pel Tossal de les Comes de Guiró al sud, el Tossal de les Tres Muntanyes al nord-oest i el Tossal d'Astell al nord-est. Deu el seu nom al petit estany que es forma en una coma que hi ha al peu d'aquest indret. El barranc de les Forques es forma en aquest lloc.